# Klinte församling
Klinte församling är en församling i Klinte pastorat i Medeltredingens kontrakt i Visby stift i Svenska kyrkan. Församlingen ligger i Gotlands kommun i Gotlands län.

## Administrativ historik
Församlingen har medeltida ursprung. 
Församlingen har från 1500-talet varit moderförsamling i pastoratet Klinte och Fröjel, som 1962 utökades med Eksta och Sproge församlingar och 2002 med Sanda, Västergarns, Mästerby, Hejde och Väte församlingar. År 2012 bildades Sanda, Västergarn och Mästerby församling och pastoratet består därefter av Klinte, Fröjel, Eksta, Sproge, Sanda, Västergarn och Mästerby, Hejde och Väte församlingar.

## Kyrkor
- Klinte kyrka